# Iberis spathulata
Iberis spathulata är en korsblommig växtart som beskrevs av Jean Bergeret. Iberis spathulata ingår i släktet iberisar, och familjen korsblommiga växter. Inga underarter finns listade i Catalogue of Life.

## Bildgalleri

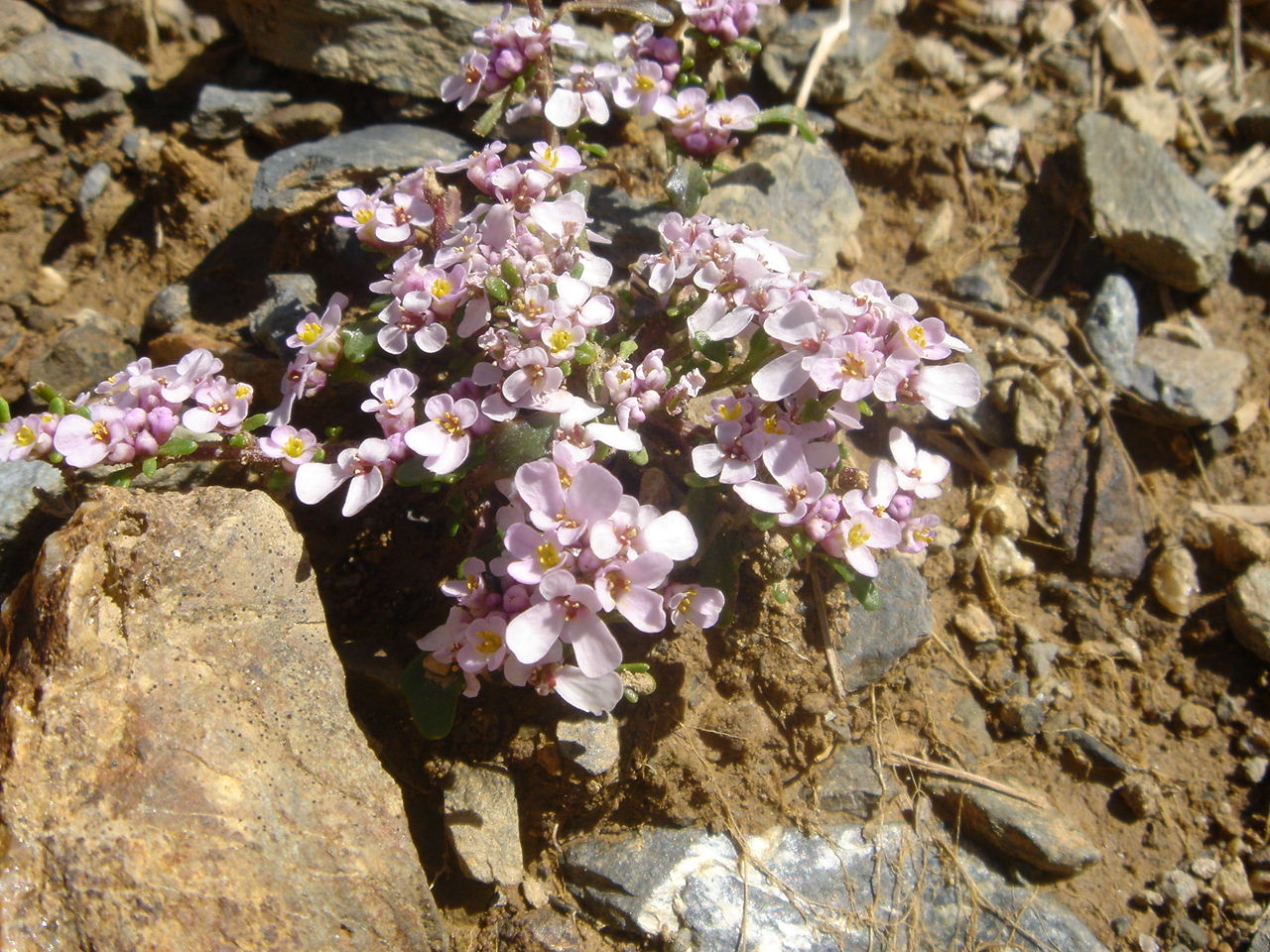
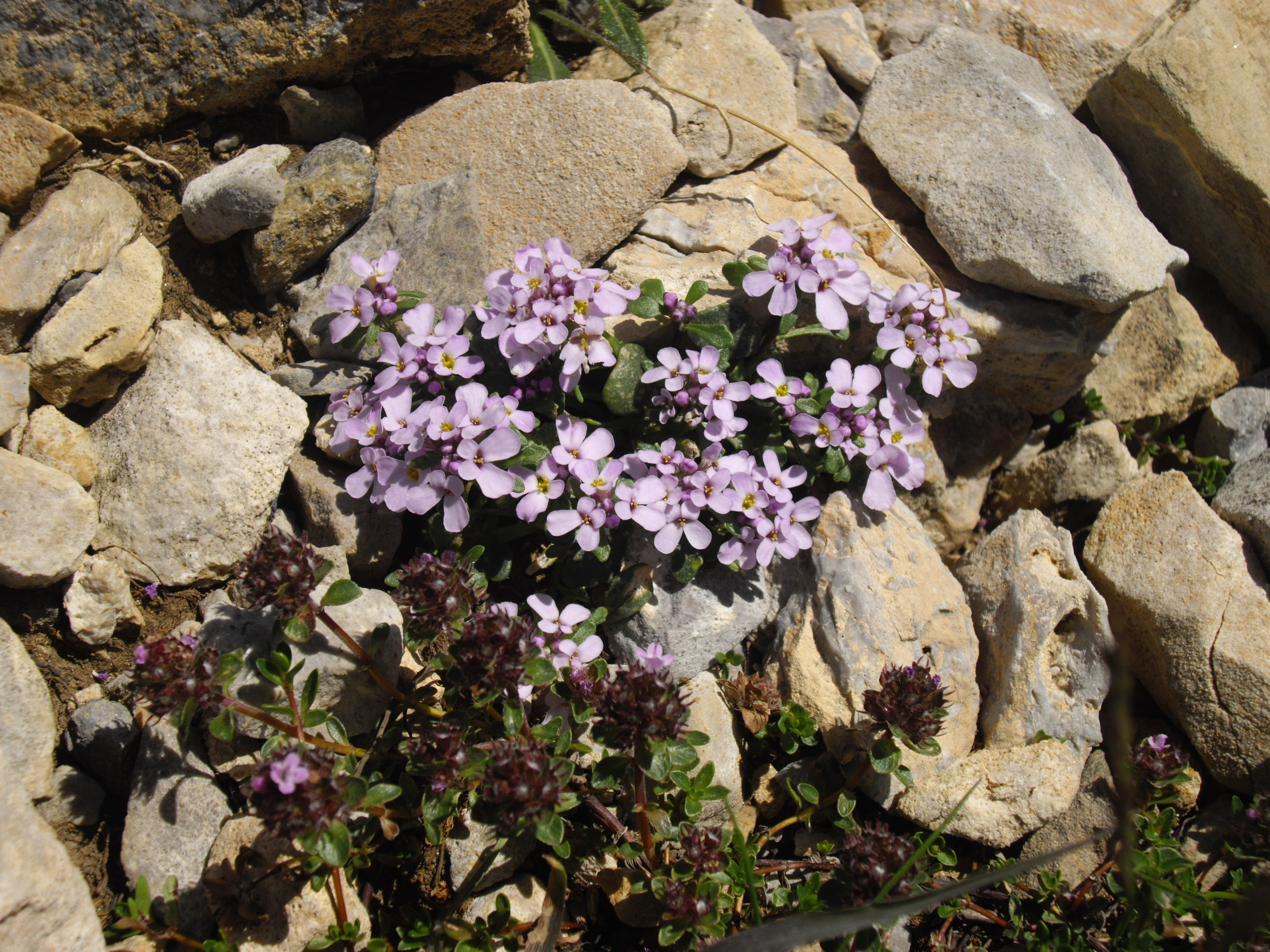
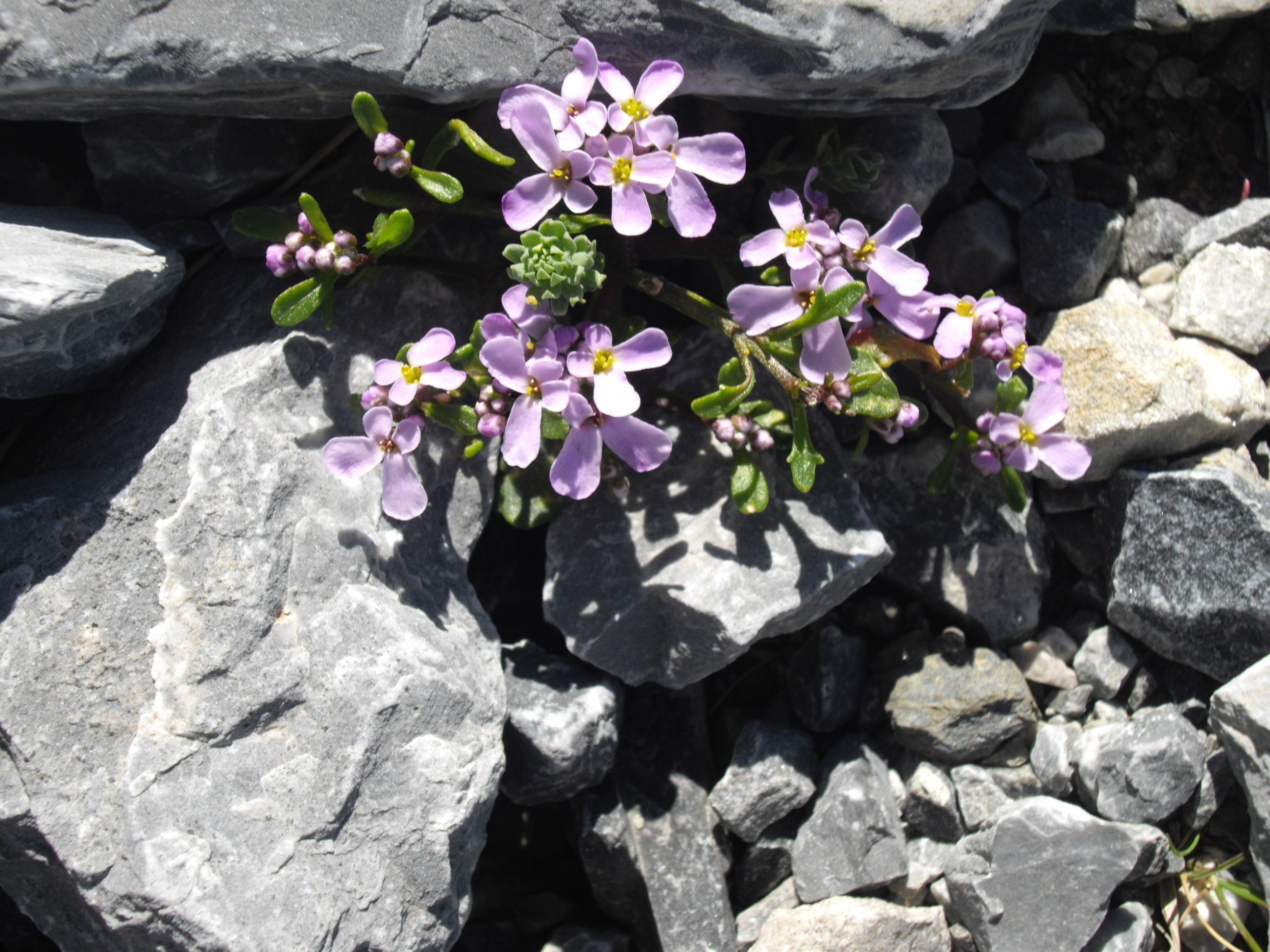
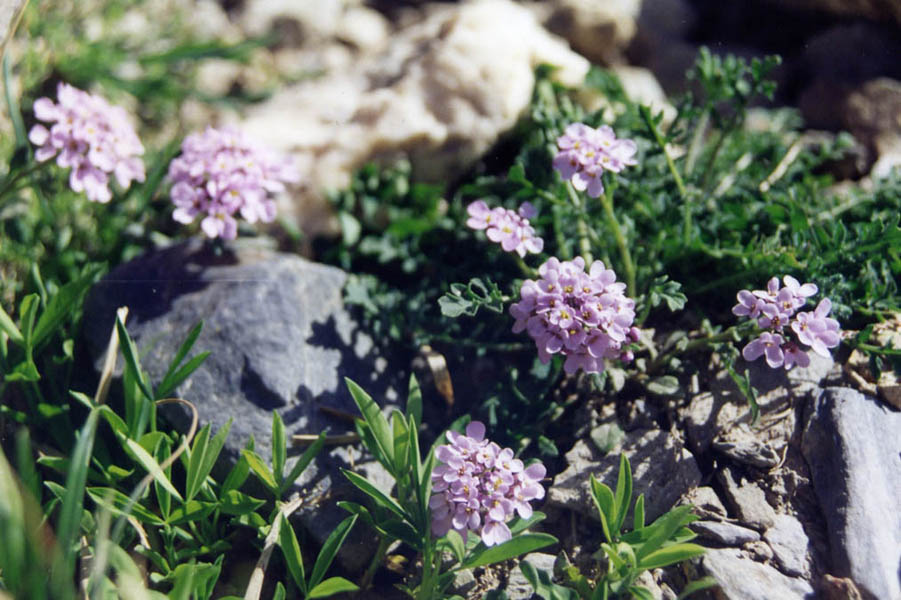
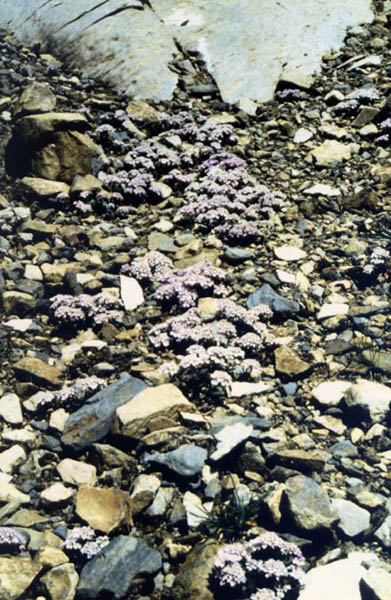
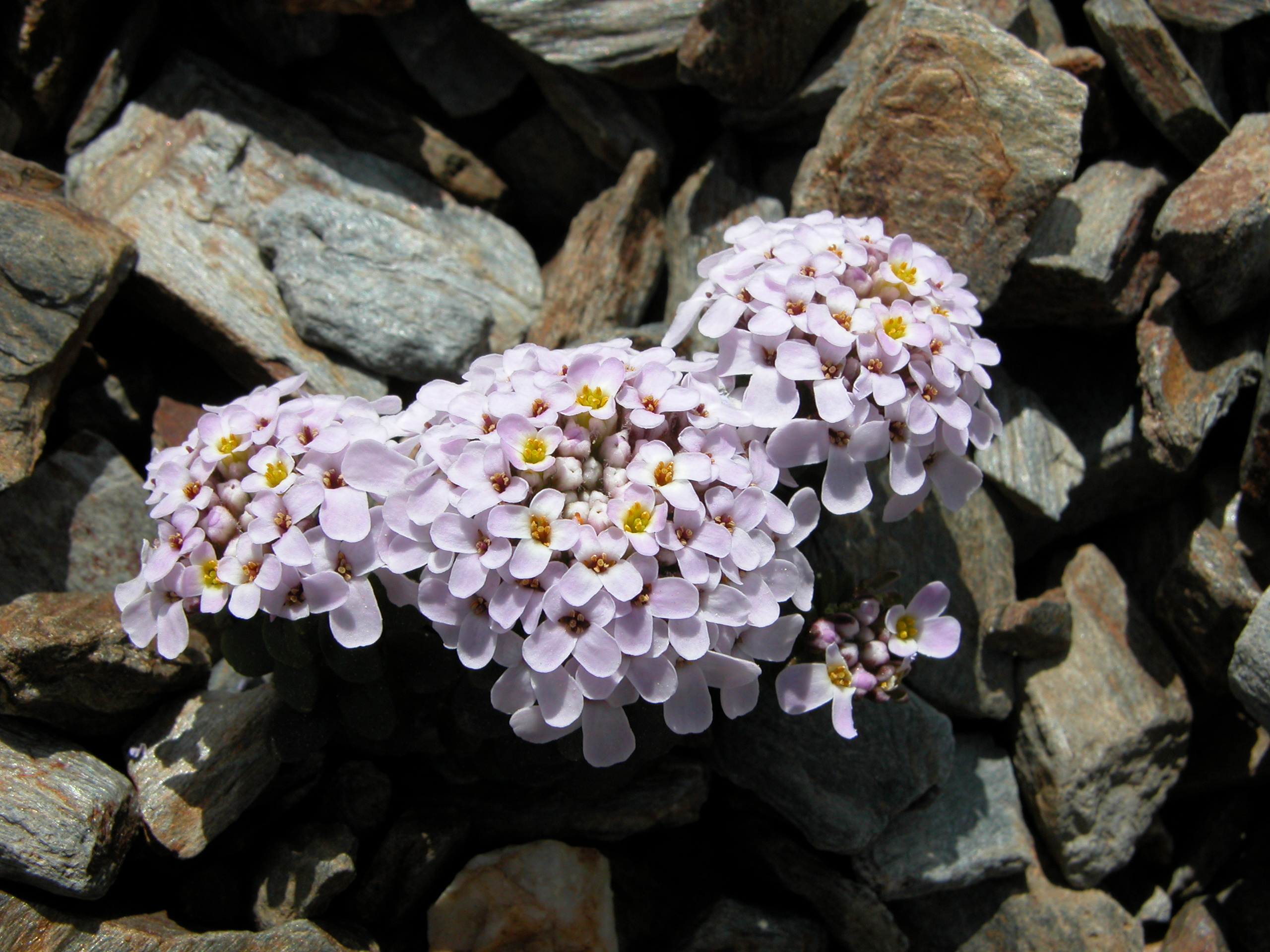